# Haematostemon coriaceus
Haematostemon coriaceus är en törelväxtart som först beskrevs av Henri Ernest Baillon, och fick sitt nu gällande namn av Ferdinand Albin Pax och Käthe Hoffmann. Haematostemon coriaceus ingår i släktet Haematostemon och familjen törelväxter. Inga underarter finns listade i Catalogue of Life.